# Kevin Burke
Pour les articles homonymes, voir Burke.
Kevin Burke, né à Londres (Royaume-Uni) en 1950, est un fiddler traditionnel irlandais.

## Biographie
Kevin Burke vient au monde en 1950 à Londres dans une famille irlandaise originaire du comté de Sligo. Il découvre le violon très jeune (sept ou huit ans). En parallèle de leçons de violon classique, il est confronté à la musique irlandaise traditionnelle par l'écoute d'enregistrements de musiciens tels que Michael Coleman.
À l'âge de treize ans, il est un auditeur assidu des sessions tenues dans les pubs londoniens, et très vite, il fait partie du Glenside céilí band. Il remporte avec ce groupe le titre de champion All-Ireland Fleadh en 1966, à Boyle (comté de Roscommon).
Après sa rencontre en Irlande (Miltown Malbay (en), comté de Clare) avec Arlo Guthrie, il part pour les États-Unis, où il retrouve l'accordéoniste irlandais Joe Burke pour quelque temps, et participe à l'enregistrement de l'album The Last of The Brooklyn Cowboys d'Arlo Guthrie.
À son retour en Irlande, il est contacté par Dónal Lunny et Matt Molloy qui lui proposent de joindre The Bothy Band
au départ de Tommy Peoples.
En 1979, alors que The Bothy Band disparaît, il collabore avec Mícheál Ó Domhnaill, et enregistre Promenade. Le succès de l'album aux États-Unis les amène à faire une tournée dans ce pays, où ils enregistrent bientôt Portland, du nom de la ville d'Oregon où ils s'installent. Mícheál Ó Domhnaill quitte Portland à la fin des années 90, Kevin Burke y réside toujours.
En 1986, il cofonde à Dublin le groupe Patrick Street avec l'accordéoniste et joueur de concertina Jackie Daly (un ancien de De Dannan), le guitariste et joueur de bouzouki Andy Irvine, et le guitariste Arty McGlynn (qui avait collaboré avec Van Morrison). L'idée de la création du groupe naît, en 1986, à la suite du succès du spectacle Legends of Irish Music aux États-Unis, qui réunissait Irvine, Burke, Daly et Gerry O'Beirne.
En 2002, il est honoré du National Heritage Fellowship (en) décerné par le National Endowment for the Arts ('Fonds national pour arts' américain) pour l'ensemble de son œuvre.

## Discographie
- Sweeney's Dream (1972) ;
- If the Cap Fits (1978) ;
- Eavesdropper, avec Jackie Daly (1981) ;
- Up Close (1984) ;
- In Concert (1999).

Avec The Bothy Band
- Old Hag You Have Killed Me (1976) ;
- Out of the Wind, Into the Sun (1977) ;
- Afterhours (Live in Paris) (1978) ;
- Live in Concert (1994).

Avec Celtic Fiddle Festival
- Celtic Fiddle Festival (1993) ;
- Celtic Fiddle Festival: Encore (1998) ;
- Rendezvous (2001) ;
- Play On (2005) ;
- Equinoxe (2008).

Avec Mícheál Ó Domhnaill
- Promenade (1979) ;
- Portland (1982).

Avec Open House
- Open House (1992) ;
- Second Story (1994) ;
- Hoof and Mouth (1997).

Kevin Burke et Ged Foley
- In Tandem (2006).

Kevin Burke et Cal Scott
- Across The Black River (2007) ;
- Suite (2010).